# Stratone aurantia
Stratone aurantia är en skalbaggsart som beskrevs av Maria Helena M. Galileo och Martins 1992. Stratone aurantia ingår i släktet Stratone och familjen långhorningar.
Artens utbredningsområde är Paraguay. Inga underarter finns listade i Catalogue of Life.